# اندازه آلت انسان

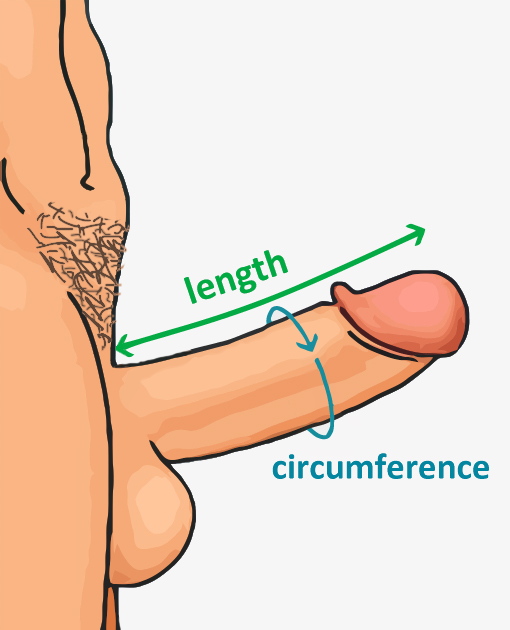
نگاره‌ای که نحوهٔ اندازه‌گیری طول و قطر آلت را نشان می‌دهد.

اندازهٔ آلت تناسلی مردانه بر اساس تعدادی از معیارهای اندازه‌گیری مانند درازا و دور در حالت شل (خوابیده) و نعوظ (افراشته) متغیر است. در کنارِ تغییرپذیری طبیعی آلت تناسلی انسان، عامل‌هایی وجود دارند که منجر به تغییرات جزئی در یک مرد خاص می‌شود: همچون سطح برانگیختگی، ساعات روز، دمای محیط، میزان اضطراب، فعالیت بدنی و تعداد دفعات (بسامد) فعالیت جنسی. در مقایسه با سایر نخستی‌سانان، از جمله گونه‌های بزرگ مانند گوریل، آلت تناسلی انسان از نظر ضخامت، چه به طور مطلق و چه نسبت به اندازه بدن، بزرگ‌تر است. رشد آلت تناسلی انسان عمدتاً در دو مرحله اتفاق می‌افتد: مرحله اول از نوزادی تا حدود پنج سالگی، و مرحله دوم از حدود یک سال پس از آغاز بلوغ تا نهایتاً حدود ۱۷ سالگی.
در معیارهای اندازه‌گیری آلت تفاوت وجود دارد. در مطالعاتی که در آن اندازه‌گیری آلت توسط خود شخص انجام شده است، میانگین اندازه به نحو چشمگیری بالاتر از میانگینی است که از سوی متخصص‌های سلامت گزارش شده است. تا سال ۲۰۱۵، مرور سیستماتیکی از ۱۵٬۵۲۱ مرد (که آلتشان توسط متخصصان بهداشت و نه خودشان اندازه‌گیری شد) به این نتیجه رسید که به‌طور میانگین طول آلت تناسلی انسان در حالت نعوظ ۱۳٫۱۲ سانتی‌متر و میانگین دور آلت تناسلی انسان در حالت نعوظ ۱۱٫۶۶ سانتی‌متر است. مطالعه‌ای در سال ۱۹۹۶ دربارهٔ طول آلت خوابیده نشان داد هنگامی که به‌وسیلهٔ کارکنان اندازه‌گیری می‌شد، میانگین اندازه ۸٫۸ سانتی‌متر بود. طول آلت تناسلی در حالت شل گاهی نمی‌تواند به‌خوبی طول آن را در حالت نعوظ پیش‌بینی کند. در پزشکی، به آلت تناسلی بالغی که به‌طور غیرطبیعی کوچک باشد اما از نظر شکل و ساختار طبیعی باشد، میکروپنیس می‌گویند.
تحقیقات نشان داده‌اند که هیچ ارتباط آماری معناداری بین اندازه آلت تناسلی و اندازه سایر قسمت‌های بدن وجود ندارد یا این ارتباط بسیار محدود است. برخی عوامل محیطی، علاوه بر ژنتیک، مانند وجود مواد مختل‌کننده غدد درون‌ریز، می‌توانند بر رشد آلت تناسلی تأثیر بگذارند.

## اندازه‌گیری
برای اندازه‌گیری درازای آلت، نخست باید تَهِ یک خط‌کش یا متر نواری را در مقابل بالای آلت تناسلی گذاشته شود، جایی که آلت به استخوان شرمگاهی وصل می‌شود. سپس از پایه تا نوک آلت (سر آلت) اندازه گرفته شود (طول اضافی پیش‌پوست را در بر نمی‌گیرد). برای اندازه‌گیری دور نیز، نوار اندازه‌گیری دور پایه (ته آلت) یا وسط شفت (میانه آلت) پیچانده شود تا به همان نقطه برگردد.
هنگام سکس به دلیل نرم بودن بافت آلت، واژینیسم و فاصله‌هایی که ران، شکم، زهار، چربی زیر شکم و بیضه مرد و افزون بر این‌ها باسن پارتنر و لابیا و تپه ونوس زن ایجاد می‌کنند، آلت برعکس چیزی که به نظر می‌رسد نمی‌تواند تا ته درون سوراخ‌های بدن شود، همچنین به علت وجود روگا درون واژن و رکتوم هموار نیست که باعث له و فشرده شدن آلت و نیز چون مستقیم نیستند سبب خمیده شدن آلت به بالا می‌شود. این‌ها طول مؤثر را می‌کاهند؛ بنابراین در واقعیت اندازه کاربردی آلت است که اهمیت دارد نه اندازه کل آن.
بنابراین دو گونه اندازه‌گیری هست، یکی بافشردن یکی بی‌فشردن. برای نمونه برای خرید کاندوم یا مقدار و کیفیت دخول، اندازه آلت بی‌فشار به تپه پوبیس یا زهار اهمیت دارد، ولی برای اطلاعات پزشکی و آناتومی اندازه طول با فشار.
در تحقیقات و پژوهش‌های مختلف، با شیوه اندازه‌گیری درست، اندازه درازای آلت تناسلی در نوجوانان سالم (۱۸ ساله نرمال) در حالت‌های شل ۹ تا ۱۰٫۲ سانتی‌متر، کشیده (به آرامی با دست) ۱۳٫۳ سانتی‌متر و افراشته ۱۵٫۱ تا ۱۶٫۳ سانتی‌متر است، در حالی در افراد دارای میکروپنیس (ریزآلتی) این اندازه‌ها به ترتیب حداکثر ۵ تا ۷ و ۱۰٫۹ و ۱۱٫۴ تا ۱۲٫۷ سانتی‌متر است، همچنین در صدک ۹۷٫۵اُم (بالا)، اشخاص با ماکروپنیس (درشت‌آلتی) به ترتیب حداقل ۱۵٫۵ و ۱۶٫۵ و ۱۹ می‌باشد. همچنین اندازه دور آلت نرمال در حالت خوابیده ۹٫۳ سانتی‌متر و در حالت راست‌شده ۱۱٫۷ تا ۱۲٫۳ سانتی‌متر بوده است. دسته‌بندی اندازه‌های آلت راست‌شده:
- زیر ۷ سانتی‌متر: میکروپنیس
- ۸ تا ۱۲ س‌م: کوچک و کوتاه
- ۱۲ تا ۱۴ س‌م: معمولی
- ۱۴ تا ۱۶ س‌م: مناسب
- ۱۶ تا ۲۲ س‌م: بزرگ و دراز
- بالای ۲۲ سانتی‌متر: ماکروپنیس[۷]

طبق بررسی‌ها تنها ۲٬۲۸٪ مردان (حدود ۱۰۰ میلیون مرد) دچار بزرگی یا کوچکی غیرطبیعی و آنرمال آلت اند. آلت کوتاه ممکن است نتواند دخول ژرف (تا تهِ واژن) و پیوسته بدون کامل بیرون افتادن چندین باره آلت از واژن کند، همچنین یک آلت دراز ممکن است به ته واژن (خروجی دهانه رحم) همواره در طی سکس برخورد کند و باعث درد شود.
گاهی حین دخول جنسی، آلت یا جسم دیگری (همچون انگشت یا سکس توی) که در واژن قرار می‌گیرد به گردنه رحم برمی‌خورد. این ممکن است نشانه ای از این باشد که زن از نظر فیزیولوژیکی به اندازه کافی برانگیخته نشده است. هنگامی که او بیش‌تر برانگیخته شود، واژن بسیار کشیده و درازتر می‌شود و دهانه رحم، همان گردنه رحم، بلند و بالا می‌شود زیرا اندازه واژن در صورت تحریک کردن و برانگیختن، عمیق‌تر است.

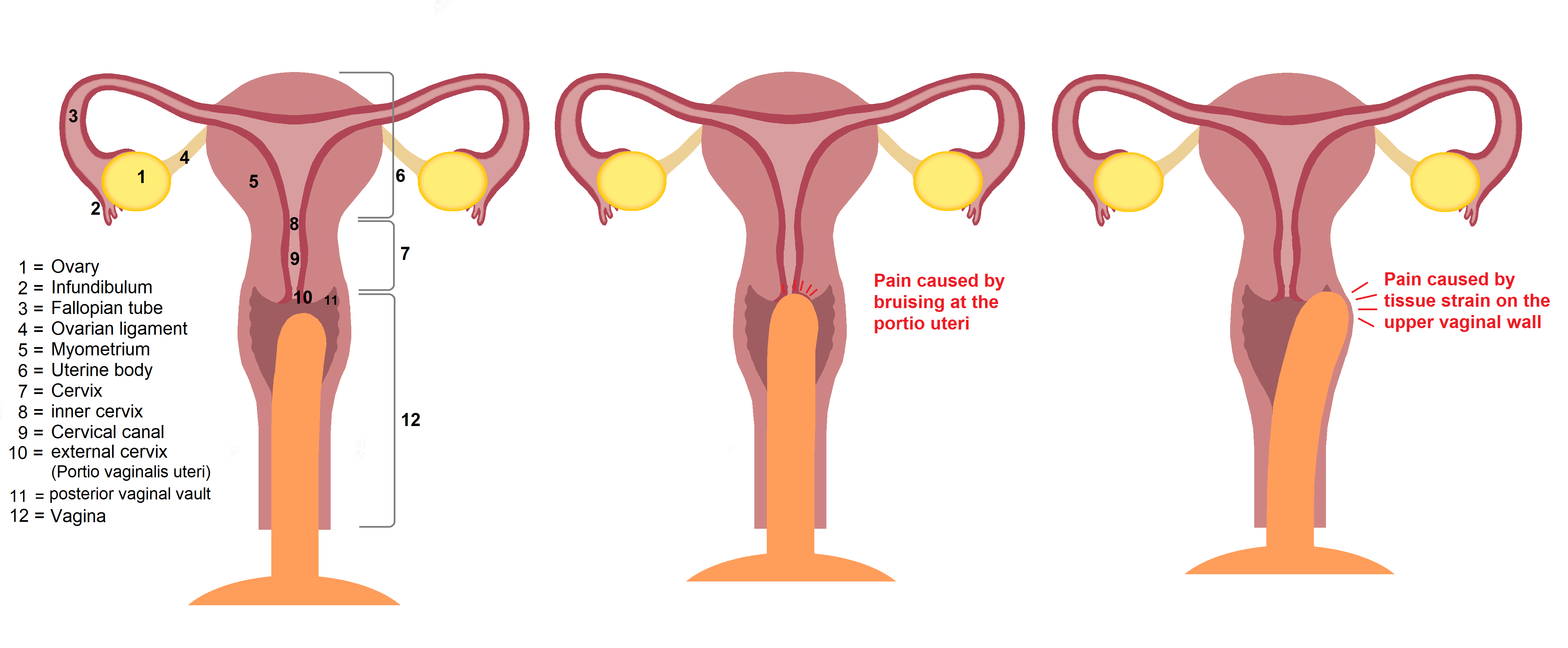
ورود آلت در واژن

طول آلت خوابیده برآورد ناقصی از طول آلت راست‌شده به دست می‌دهد، زیرا ممکن است آلت یک شخص در حالت خوابیده کوتاه‌تر ولی در هنگام راست شدن بسیار درازتر باشد، ولی در هر صورت طول آلت نرمال باید در همه حالت‌ها باید در همان بازه با اندکی کم‌وبیش باشد. برخی فاکتورهای محیطی افزون بر ژنتیک، همچون وجود اختلال‌های غده‌های درون‌ریز، و مشکلات هورمونی می‌توانند بر رشد آلت هر شخص تأثیر بگذارند. اگر اندازه آلت در بازه کوچک‌آلتی (آلت ریز) باشد ولی از دیگر جهت‌ها طبیعی باشد، در متن‌های پزشکی به عنوان عارضه میکروپنیس مشخص می‌شوند. همچنین بیماری پیرونی (خمی و کجی آلت) و آسیب‌ها همچون به لیگامان آویزان آلت باعث کوچک‌تر نمایان شدن آلت می‌شود. همچنین یک مطالعه کره‌ای در سال ۲۰۱۶ نشان داد که ختنه کردن نوزادان پسر با طول آلت تناسلی کوتاه‌تر همراه است. آلت افراد ختنه‌شده به‌طور میانگین ۸ میلی‌متر کم‌تر از همتایان ختنه‌نشده است، و نیز به دلیل بریدن بیشتر بافت پوستی آلت خمیده پیدا می‌کنند. ختنه در بزرگسالی زمان مناسب‌تری از این نظر است.
هیچ رابطه ای میان اندازه آلت وقتی شل یا سفت است، نیست. در واقع، مطالعه‌ای در مجله اورولوژی نشان داد که اندازه متوسط آلت مردانه در حالت افراشته برای اکثر مردان بالغ همسان است، ولی اندازه آلت خوابیده دیگرسان است.
این مطالعه همچنین نشان داد که پیش‌گوی بهتر درازای راست‌شده، طول «کشیده» است. این زمانی است که آلت شل‌شده اندکی کشیده می‌شود تا ماهیچه و پوست کشیده شود. با این حال، کشیدن آلت توصیه نمی‌شود؛ زیرا ممکن است ناخواسته باعث درد یا آسیب شود.
در حالت شل برخی آلت‌ها از دیگرها بلندتر اند، نمی‌توان با نگاه کردن به آلت وقتی شل (خوابیده) است، چیزی در مورد اندازه آن در حالت سفت (افراشته، راست) گمان کرد؛ زیرا برخی از مردان ممکن است مقدار طول قابل توجهی از وضعیت شل به سفت به دست آورند. گاهی از این مردان به عنوان «رویشگر» (grower) یا «خونی» (blood) یاد می‌شود (اندازه طول آلت شان افزایش می‌یابد، انگار که با افراشتگی، آلت شان روییده شود و رشد کند و از خون پر شود). دیگر مردان، هرچند، درازای بیشتری با راست‌شدگی به دست نمی‌آورند. این مردان ممکن است در عامیانه به عنوان «نمایشگر» (shower) یا «گوشتی» (flesh) شناخته شوند (همان اندازه آلت را می‌نمایانند، بی افزایش طول از حالت خوابیده به افراشته، انگار که فقط یک تکه گوشت باشد با این تفاوت که سرش بالا می‌رود بی آنکه درازایش افزایش یابد).
این اصطلاحات آلت «نمایشگر یا گوشتی» و آلت «رویشگر یا خونی» اصطلاحات پزشکی مرتبط نیستند و هیچ آستانه علمی خاصی برای دسته‌بندی آلت‌ها به هر یک از این دو دسته‌ها نیست.
این تا حدی نرمال است که آلت در حالت خوابیده بر یک سو آویزان شود به طوری که کمی خمیدگی داشته باشد. برخی از این خم‌ها ممکن است در هنگام راست‌شدگی آلت نیز وجود داشته باشند.
آلت از سه اتاقک لوله‌ای مجزا ساخته شده است. این اتاقک‌ها برای پمپ کردن خون به درون و بیرون آلت پاسخگو اند. درازای این اتاقک‌ها متفاوت است. آلت تناسلی ممکن است در جهت کوتاه‌ترین سیلندر خمیده شود.
خمیدگی آلت، یا طرفی که بر آن آویخته است، ممکن است در واقع نتیجه عادت باشد. هنگام پوشیدن، ممکن است طبق عادت، آلت به یک طرف شلوار یا لباس زیر فشرده شود که ممکن است تصور شود آلت تناسلی به‌طور طبیعی بر آن سو آویزان است، ولی واقعاً عادت شده که به آن سمت فشارده شود برای همین کج می‌ماند. گاهی نیز عادت نیست و این خم نتیجه بیماری پیرونی است.
اگر فشردن پوست بالای آلت چندین سانتی‌متر به درازای آلت بیفزاید این احتمال هست که آن فرد آلت دفن‌شده داشته باشد. آلت تناسلی دفن‌شده متفاوت است با میکروپنیس، که یک آلت غیرطبیعی کوچک ولی به صورت طبیعی ساختاریافته با طول آلت تناسلی کشیده کمتر از ۲٫۵ انحراف استاندارد کمتر از میانگین سن یا مرحله رشد جنسی بیمار است. درحالی که آلت تناسلی دفن‌شده یا جمع‌شونده یک بیماری مادرزادی یا اکتسابی است که در آن آلت به‌طور جزئی یا کامل زیر سطح پوست و بافت چربی پنهان می‌شود که می‌تواند منجر به مشکلات ادراری، بهداشت ضعیف، عفونت و مهار عملکرد جنسی طبیعی شود.
همچنین یک آلت کوتاه با میکروپنیس ممکن است متفاوت باشد. میکروپنیس یک عارضه پزشکی است در حالی که آلت کوتاه یک آلت طبیعی ولی با اندازه طول کم در بازه طبیعی است.
همچنین اندازه تستیکول (بیضه) مانند دیگر بخش‌های بدن در هر شخص متفاوت است، ولی اندازه بزرگی آن تأثیر کم یا هیچ بر سلامتی دارد. درازای متوسط یک بیضه نرمال بین ۴٫۵ – ۵٫۵ سانتی‌متر است و پهنای آن ۲٫۱ تا ۳٫۵ سانتی‌متر است. بیضه‌هایی که درازاشان کمتر از ۳٫۵ سانتی‌متر باشد، کوچک در نظر گرفته می‌شوند. به دلیل این که اسپرم در بیضه تولید می‌شود، ابعاد بیضه حدوداً ۴×۳×۲ سانتی‌متر است. در صورت داشتن بیضه کوچک، احتمال این که اسپرم کمتری از حد متوسط تولید کند بیشتر است. گرچه بیضه‌ها با سرعت یکسان رشد می‌کنند، ولی ممکن است یکی از آن‌ها کمی بزرگتر و درازتر از دیگری رشد کند، همچنین به‌طور معمول یکی از بیضه‌ها کمی پایینتر از آن دیگری قرار می‌گیرد.
پژوهش‌های زیادی دربارهٔ رابطهٔ اندازهٔ آلت تناسلی و رضایت شریک جنسی انجام شده و تعداد زیادی به این نتیجه رسیده‌اند که تأثیر آن چندان زیاد نیست. مطالعات برخی میانگین‌ها و سازگاری‌ها را در ترجیحات زنان در آلت شریک‌های شان نشان داده است. زنان طبق تجربه‌هایشان، برای پارتنر دراز-مدت، طول ۱۶ س.م. و دور ۱۲٫۲ س.م. را ترجیح می‌دهند درحالی که برای شریک «یک-بار» رابطه، درازای ۱۶٫۳ سانتی‌متر و کلفتی (ضخامت دور آلت) ۱۲٫۷ سانتی‌متری را می‌پسندند. هرچند مهارت دست، زبان، ارتباط کلامی و پیش‌نوازش را در ارضای جنسی بهتر نیز بسیار مهم می‌دانند.

## تاریخ
در سنجش با دیگر نخستی‌سانان، از جمله نمونه‌های بزرگ مانند گوریل، آلت‌های انسان کلفت‌ترین شده‌اند، هم به صورت مطلق در میان همه نخستی‌سانان و هم نسبی نسبت به باقی بدن خود انسان. همچنین انسان‌های نر (مردان) جزو تنها جانوران پستان‌داری اند که استخوان نره را از دست داده‌اند و آلت انعطاف‌پذیر از بافت اسفنجی و رگ خونی به دست آورده‌اند. این‌ها به دلیل گزینش جنسی و پسند انسان‌های ماده (زنان) و مادرسالاری در طول تاریخ چند ده هزار ساله بشر بوده است.
در فرهنگ‌های مختلف دیدگاه‌های متفاوتی در مورد اندازه آلت تناسلی مردان دیده می‌شود. در یونان باستان و هنر رنسانس آلت‌های کوچک و ختنه‌نشده از نظر فرهنگی مطلوب بودند و آلت‌های بزرگ و ختنه‌شده مضحک و مسخره به نظر می‌آمدند. در روم باستان به نظر می‌رسد که دیدگاهی متضاد این رواج داشته و در ادبیات عربی سده‌های میانه هم آلت‌های بزرگتر ترجیح داده می‌شدند. بسیاری از مردان اندازه آلت خود را نسبت به دیگر مردان کوچک می‌دانند و بسیاری از افرادی که تصور می‌کنند آلت تناسلی کوچکی دارند در واقع آلت متوسطی دارند. داشتن آلت بزرگ همچنین ممکن است با اعتماد به نفس بالاتر هم مرتبط است. در زنان قطر آلت مردانه نسبت به طول اهمیت بیشتری در تحریک جنسی دارد.
ترس از کوچک‌شدن آلت تناسلی مردان در ادبیات فولکلور موجب شده تا نوعی هیستری جمعی معروف به هراس کوچک‌آلتی پدیدار شود. البته کوچک شدن آلت بر اثر تخریب بافت‌های آن در یک عارضه پزشکی که به بیماری پیرونی (Peyronie's disease) معروف است، اتفاق می‌افتد.
فروشندگان و مبلغان محصولات بزرگ‌کننده جنسی از ترس بسیاری از افراد از کوچک بودن آلت‌شان استفاده می‌کنند. اما هیچ روش غیرجراحی که بتواند طول یا ضخامت آلت افرادی را که در وضعیت طبیعی قرار دارند، افزایش دهد در جامعه علمی پذیرفته نشده است. در این تبلیغات به مردان روش‌هایی چون داروی خوراکی، لوسیون، لوله خلاء، وسایل و روشهای کشش توصیه می‌شود که برای تأثیر آن‌ها کوچک‌ترین مدرک علمی وجود ندارد.

## روش اندازه‌گیری
اگرچه هیچ تکنیک استانداردی برای اندازه‌گیری سایز آلت وجود ندارد، اما به نظر می‌رسد در بین محققان تا حد زیادی توافق وجود دارد که:
- درازای آلت بایستی با اندازه‌گیری بخش روییِ آلت و با شروع از «تقاطع پوست زهار-آلت» تا نوک کلاهک انجام شود.
- پهنای آلت نیز بایستی از بخش میانی تنهٔ آلت اندازه‌گیری شود.

همچنین اندازه‌گیری درازا و پهنای آلت، در سه وضعیت «خوابیده»، «کشیده‌شده» و «آخته» صورت می‌گیرد. به عبارت دقیق‌تر:
- حالت «خوابیده»، زمانی‌ست که آلت در وضعیت تحریک‌نشده و غیربرانگیخته است.
- حالت «خوابیدهٔ کشیده»، زمانی است که آلت در عین خوابیدگی، تا حداکثر ممکن به وسیلهٔ دست یا ابزار کشیده شده است؛
- حالت «آخته» یا «افراشته»، زمانی است که آلت در حالت برانگیختگی حداکثری قرار دارد- خواه این حالت از طریق مشاهدهٔ چیزی تحریک‌آمیز حاصل شده باشد، یا لمس یا با استفاده از قرص و دارو.

همچنین دو روش اندازه‌گیری آلت هستند:
1. استخوان-فشرده Bone-Pressed (BP)
2. نا-استخوان-فشرده Non-Bone-Pressed (NBP)

در بیشتر مطالعات علمی در مورد طول آلت تناسلی در حالت نعوظ، اندازه‌گیری‌ها با فشار به استخوان زهار و پد چربی ناحیه تناسلی (زهار) انجام می‌شود که در مردان سالم به‌طور متوسط ۱۴٬۷ سانتی‌متر است. ولی از دیدگاه عمومی و ترجیح زنان آنچه است که از آلت دیده می‌شود، روش فشار ندادن خط‌کش به داخل (NBP) است، زیرا مقداری است که در واقعیت دیده می‌شود و در سکس کاربرد دارد. هم برای توانایی دخول عمیق و پیوسته و هم برای پوشیدن سایز مناسب کاندوم. اندازه استخوان-فشرده ممکن است به زنان احساس فریب داده شدن دست دهد زیرا عملاً چربی‌سوزی بالای آلت بسیار سخت است و طی رابطه جنسی این چربی به درون نمی‌رود، ولی برای اطلاعات پزشکی و آناتومی اندازه درازا با فشار اهمیت می‌یابد زیرا نهایت اندازه حقیقی آلت است بدین معنی که این آلت در بهترین حالت حداکثر چه اندازه می‌تواند باشد؛ بنابراین بهتر است با هردو روش اندازه‌گیری کرد تا اطلاعات درست‌تر و دقیق‌تری به دست آید از اندازه حقیقی آلت (با فشار) و اندازه آنچه دیده می‌شود و بیرون است (بدون فشار).

## پژوهش‌ها
نتایج تحقیقات معتبر در زمینه اندازه آلت مردی تا حدی با یکدیگر اختلاف دارند. بر اساس یکی از منابع اجماع عمومی میانگین طول آلت مردانه انسان‌های بالغ را در محدودهٔ ۱۲٫۹ تا ۱۵ سانتی‌متر قرار می‌دهد و ۹۵ درصد میانی نیز طول آلتی بین ۱۰٫۷ تا ۱۹٫۱ سانتی‌متر دارند؛ یعنی فقط ۲٫۵ درصد مردان آلتی کوتاهتر از ۱۰٫۷ سانتی‌متر و فقط ۲٫۵ درصد بلندتر از ۱۹٫۱ سانتی‌متر دارند.
در مورد محیط آلت هم اجماع عمومی بر روی میانگین ۱۲٫۳ سانتی‌متر است که به معنای قطری معادل ۳٫۹ سانتی‌متر در حالت شق‌شدگی کامل است.
یک منبع مشهور دیگر طول میانگین آلت شل را ۱۰٬۲ سانتی‌متر و قطر آن را ۳٫۲ بیان کرده است و طول میانگین آلت شق‌شده ۱۵٫۲، قطر آن ۳٫۸ و محیط آن ۱۱٫۹ سانتی‌متر است.
- در تحقیقی که دانشمندان کینگز کالج لندن با همکاری نظام بهداشت و درمان بریتانیا با بررسی بیش از ۲۰ مطالعه که بر روی بیش از ۱۵ هزار مرد در سنین مختلف و در مناطق مختلف دنیا (اروپا، آفریقا، آمریکا و آسیا از جمله در ایران) انجام شده، متوسط طول آلت تناسلی مردانه در حالت برانگیختگی ۱۳٫۱۲ و متوسط محیط آن ۱۱٫۶۶ سانتیمتر است. این بررسی نشان می‌دهد که تنها ۲٫۲۸ درصد مردان دچار کوچکی یا بزرگی غیرطبیعی آلت تناسلی هستند و همچنین نشانه‌ای از تأثیر نژاد یا ملیت در اندازه آلت تناسلی پیدا نکرده است. همچنین ارتباطی بین اندازه آلت تناسلی با اندازه پا (نمره کفش)، طول انگشت سبابه، اندازه بیضه‌ها و سن یافت نشد.[۳۰] همچنین هیچ ارتباط معنی‌دار آماری میان اندازه آلت و اندازه دیگر بخش‌های بدن در پژوهش‌ها یافت نشد یا اگر بود بسیار محدود بود.
- بر اساس مطالعات بسیاری که بر پایهٔ رابطهٔ اندازهٔ آلت و نژاد صورت گرفته، این رابطه تقریباً اثبات شده است.[۳۱] مثلاً بر اساس یک مطالعه در آمریکا نشان داده شد که متوسط قطر و طول آلت سیاهان آفریقایی‌تبار بیشتر از سفیدپوست‌های اروپایی‌تبار و هر دو آن‌ها بیشتر از همتایان آسیایی‌تبار آنهاست. البته این اختلاف در حدی بسیار ناچیز و جزئی است.[۳۱]

میانه حسابی اندازه‌های آلت مردانه یعنی رقمی که ۵۰ درصد افراد از آن پائین‌تر و ۵۰ درصد بالاتر از آن قرار می‌گیرند کمی پائین‌تر از میانگین است. آلت افراد ختنه‌شده به‌طور میانگین ۸ میلی‌متر کوتاه‌تر از همتایان ختنه‌نشده است.

### درازا
چندین تحقیق علمی برای اندازه‌گیری طول آلت شق‌شده در افراد بالغ انجام شده است. مطالعاتی که بر خوداندازه‌گیری متکی بوده‌اند از جمله نظرخواهی‌های اینترنتی همواره به میانگین‌های بالاتری نسبت به تحقیقاتی که اندازه‌گیری با روش‌های علمی و پزشکی انجام شده، رسیده‌اند.
در مطالعاتی هم که اندازه‌گیری توسط کادر تحقیق انجام شده هر یک به گروه خاصی از جمعیت‌های انسانی محدود بوده و مسائلی چون محدوده سنی خاص، نژاد خاص، داشتن مشکلات جنسی و خودانتخابی ممکن است در قدرت تعمیم‌دهی نمونه انتخابی مشکل ایجاد کند.
- در تحقیقی که در سال ۱۹۹۶ در ژورنال اورولوژی به چاپ رسید نتیجه گرفته شد که میانگین طول آلت مردی ۱۲٫۹ سانتی‌متر است (اندازه‌گیری توسط گروه تحقیق).[۲۶] هدف تحقیق این بود که با به دست آوردن اطلاعاتی از میانگین اندازه آلت برای مشاوره به افرادی که قصد بزرگ کردن آلت را دارند کمک شود. شق‌شدگی با استفاده از دارو ایجاد شد و نمونه تحقیق از ۸۰ مرد آمریکایی از نژادهای مختلف با میانگین ۵۴ سال تشکیل می‌شد. در این تحقیق همچنین نتیجه‌گیری شد که سن و اندازه آلت خوابیده معیار مناسبی برای تعیین اندازه آلت شق شده نیستند.
- تحقیق دیگری که در دسامبر ۲۰۰۰ در ژورنال بین‌المللی تحقیقات ناتوانی جنسی منتشر شد میانگین طول آلت ۵۰ مرد یهودی سفیدپوست را ۱۳٫۶ سانتی‌متر محاسبه کرد (اندازه‌گیری توسط گروه تحقیق)[۲۷] نعوظ در این افراد با استفاده از دارو ایجاد شد.
- تحقیقی توسط کاندوم‌های لایف‌استایل میانگین طول آلت را ۱۴٫۹ سانتی‌متر با ضریب خطای ۲٫۱ سانتی‌متر اعلام کرد (اندازه‌گیری توسط گروه تحقیق).[۲۸] هدف این تحقیق اطمینان از اندازه درست کاندوم‌ها بود. با این حال در این تحقیق همهٔ افراد به‌طور داوطلبانه از یک اقامتگاه تفریحی شرکت داشتند و نعوظ هم با استفاده از دارو انجام نشد.
- مقاله‌ای که در شمارهٔ ۲۰۰۷ BJU International منتشر شد؛ نشان داد که میانگین طول آلت تناسلی مردانه بین ۱۴ تا ۱۶ و دور آن بین ۱۲ تا ۱۳ سانتی‌متر است. این مقاله نتایج ۱۲ مطالعه را در کشورهای مختلف بررسی کرده بود.[۳۵]

### پهنا
در تحقیق Cancún LifeStyle میانگین طول آلت تناسلی مردانه ۱۴٫۹۲ سانتی‌متر مشخص شده و دور آلت در سه قسمت پایه، میانه و زیر کلاهک اندازه‌گیری شده و سپس میانگین آن محاسبه شده که عدد ۱۲٫۶۳ سانتی‌متر به دست آمد.

### جمع‌بندی یافته‌ها
با جمع‌بندی نتایج تمامی پژوهش‌های کنونی، می‌توان در مورد درازا و پهنای آلت اینطور نتیجه گرفت:
- میانگین درازای آلت آخته بین ۱۲٫۸ تا ۱۴٫۵ سانتی‌متر است.
- میانگین پهنای آلت آخته نیز حدود ۱۰٫۰ تا ۱۰٫۵ سانتی‌متر است.
- میانگین درازای آلت در حالت خوابیده، بین ۹ تا ۹٫۵ سانتی‌متر است.
- میانگین درازای آلت در حالتِ خوابیدهٔ کشیده حدود ۱۴٫۵ تا ۱۵ سانتی‌متر است.